# Incká architektura

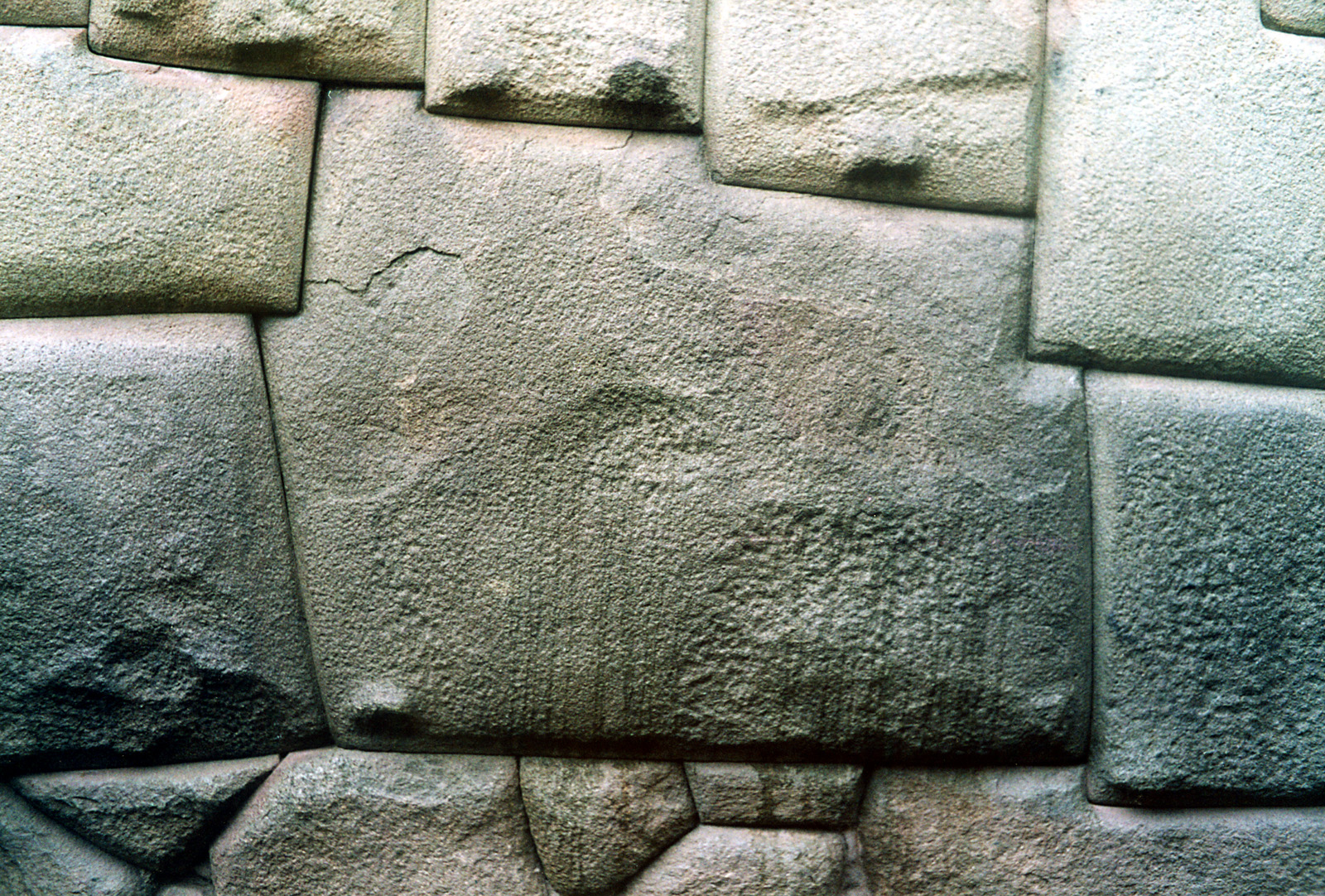
detail kvádrového zdiva v peruánském Cuzcu

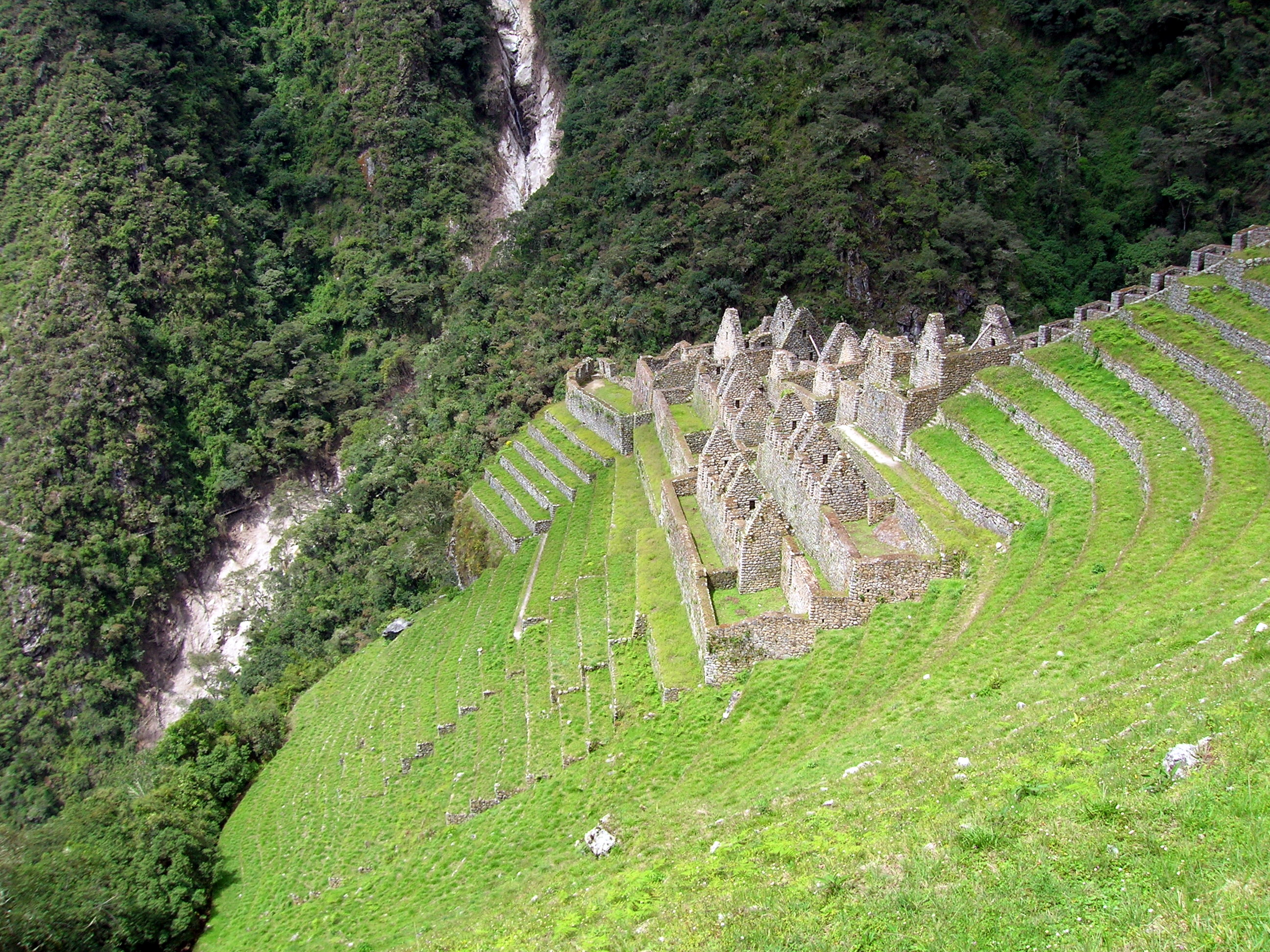
zemědělské terasy u obce Wiñay Wayna

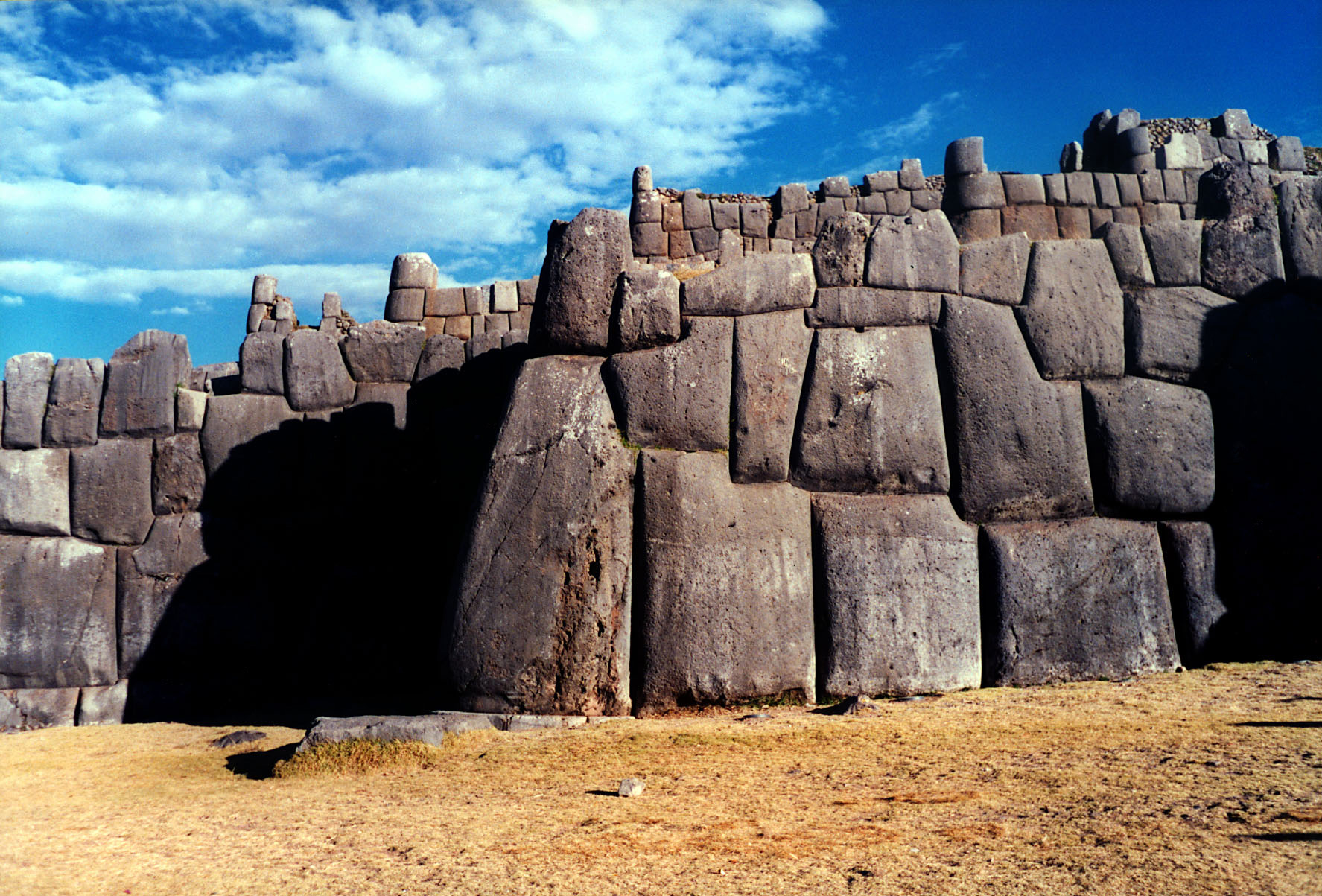
pevnost Sacsahuamán

Incká architektura je jedna z několika předkolumbovských typů architektury. Inkové tento typ převzali od kultury Tiwanaku z dnešní Bolívie. Mezi významné dochované incké stavby patří Machu Picchu či Cuzco v Peru. Dalšími významnými lokalitami jsou Sacsayhuamán a Ollantaytambo. Mezi typickou připomínku této architektury patří kvádrové zdivo – opracované kameny bez malty či jiného pojiva (suchá zídka), pomocí nějž byly stavěny budovy. Kamenné bloky jsou na sebe tak přesně naskládané, že mezi ně není možné vložit nůž. Dále například zemědělské terasy pro pěstování plodin nebo vystavěné cesty, které Inkové i přes neznalost kola využívali.

## Materiál a výroba
Inkové používali materiál z místních zdrojů. Tím pádem byly stavby vyrobeny nejčastěji z žuly nebo vápence. Někdy byl takový zdroj ovšem vzdálený několik kilometrů. V Ollantaytambo to vyřešili tak, že kámen dobývali na jedné straně údolí Urubamba. Ten následovně posílali přes řeku Urubamba, a pak pomocí rampového systému na stavbu pevnosti a chrámového komplexu nad touto vesnicí. Jak Inkové řezali a tvarovali kámen, není přesně známo, byť to jde s relativně jednoduchými nástroji a malým úsilím. Podobnou technologií je vytvořeno ahu Vinapu, takže nejde o výjimečnou technologii. Je pravděpodobné, že Inkové k tomu používali kamenné nástroje (diorit jako starověcí Egypťané), možná také měděné a bronzové. 
V současnosti existují různé teorie o tom, jak Inkové obráběli své kameny: 
- 1.teorie: Inkové znali metodu štěpení kamene pomocí dřevěných klínů umístěných v jeho trhlinách. Potom následovalo namáčení, dokud expandující dřevo nerozdělilo kámen. Tento způsob objevilo mnoho starověkých kultur.
- 2.teorie: Inkové uměli do skály vrtat pomocí jednoduchých nástrojů, jimiž byly různé paličky atd. Vytvořili systém děr, díky čemuž se dal kámen lehko rozbít. Odpůrci této teorie avšak tvrdí, že tento způsob se sem dostal až po příchodu conquistadorů.
- 3.teorie: Inkové uměli pomocí vápence a různých příměsí prachů kamenů namíchat starověký beton, který se následně lil do přesně ušitých pytlů. Pytle šily na místě podle dané potřeby a tvaru. Tvar jednotlivých bloků se udržoval pomocí bednění. Po vyzrání betonu se jednoduše látka odřízla a zůstala jen ve spárách kde přiléhala k jinému bloku, zbylá se opětovně využila a proces se opakoval. Tato teorie je podporována tvarem kamenů. Jejich kamenné vypouklé pohledové strany jsou rovné jen tam kde bylo bednění a výčnělky na bloku značí kde se pytel plnil.

## Stavitelé
Podle některých archeologů byli inčtí stavitelé rozděleni do tří skupin.[zdroj?]
- tým, který řezal velké kusy kamenů
- tým, který kameny jednoduše opracoval
- tým, který je opracoval pomocí písku